# Natural Product Reports
Natural Product Reports (abrégé en Nat. Prod. Rep. ou NRP) est une revue scientifique à comité de lecture. Ce mensuel publie des articles de revue dans le domaine de la chimie des produits naturels.
D'après le Journal Citation Reports, le facteur d'impact de ce journal était de 10,107 en 2014. Le directeur de publication est Marcel Jaspars (Université d'Aberdeen, Royaume-Uni).